# NGC 430
NGC 430 is een elliptisch sterrenstelsel in het sterrenbeeld Walvis. Het hemelobject ligt ongeveer 218 miljoen lichtjaar van de Aarde verwijderd en werd op 1 oktober 1785 ontdekt door de Duits-Britse astronoom William Herschel.

## Synoniemen
- PGC 4376
- UGC 765
- MCG 0-4-39
- ZWG 385.29